# Campolongo (Pontevedra)
Campolongo es un barrio de la ciudad española de Pontevedra. Tiene una función residencial, administrativa, educativa y comercial.

## Localización
El barrio de Campolongo está situado al sur-suroeste de la ciudad de Pontevedra. Limita al norte con la avenida de Augusto García Sánchez y el río Gafos, al sur con la PO-10, al este con la calle Alcalde Hevia y al oeste con la calle Rosalía de Castro. La parte norte del barrio cuenta con numerosas zonas verdes. El río Gafos atraviesa el barrio.

## Etimología
El nombre del barrio de Campolongo proviene de las palabras gallegas campo y longo (largo o extenso). Significa pues "campo largo o extenso" y describe un área amplia que en tiempos pasados era un campo abierto de gran extensión. 

## Historia
El Pazo de los Marqueses de Leis, situado antes de su traslado a Madrid en el actual barrio de Campolongo, fue durante siglos una gran propiedad señorial que abarcaba extensos terrenos al sur del casco histórico, junto al río Gafos. Desde el siglo XVI, perteneció a distintas familias nobles, y su amplia finca se mantuvo como zona natural hasta principios del siglo XX.
En 1892 se presentó una moción para la construcción de un puente de madera sobre el río Gafos que permitió crear una nueva vía de comunicación al unir el antiguo camino en la zona de la Tablada (actual avenida General Antero Rubín), que bajaba hasta las inmediaciones de la vieja cárcel, con el campo de San José. En 1902 ese primer puente fue sustituido por un puente de piedra.
En 1900 el médico Celestino López de Castro construyó al sureste de Campolongo un sanatorio llamado Sanatorio de Santa Teresa, que estuvo en actividad hasta 1915, año en que se vendió el edificio y se instaló en él el Colegio del Sagrado Corazón de Jesús dirigido por los Hermanos Maristas, que permanecieron en él desde 1916 hasta 1943.
En 1917, cuando se decidió la instalación del XIV Regimiento de Artillería de España en Campolongo, la nueva vía de comunicación creada gracias a la construcción del puente de piedra fue bautizada con el nombre de General Antero Rubín, como muestra de reconocimiento hacia este general de la 8ª Región Militar por haber llevado esa unidad militar a Pontevedra. El ayuntamiento de Pontevedra ofreció en 1919 al Ministerio de la Guerra la finca adquirida al marqués de Leis para el acuartelamiento. En 1924 se efectuaron las expropiaciones necesarias para construir el cuartel, cuyo comienzo se demoró varios años y fue impulsado por el alcalde Bibiano Fernández Osorio y Tafall y el ingeniero militar y comandante José Bermúdez de Castro. En 1933 se adjudicaron finalmente al contratista Manuel Vázquez las obras de construcción del nuevo cuartel. Al mismo tiempo, en 1932 se proyectó la avenida María Victoria Moreno, que fue inaugurada en los años 1940.
En 1941 se decidió instalar en el sur de Campolongo, más allá del cuartel de artillería en el antiguo colegio, instituto e internado de los Maristas rodeado por la finca La Florida, el Centro de Recursos Educativos de la ONCE. El colegio de ciegos comenzó a funcionar como tal en 1943.

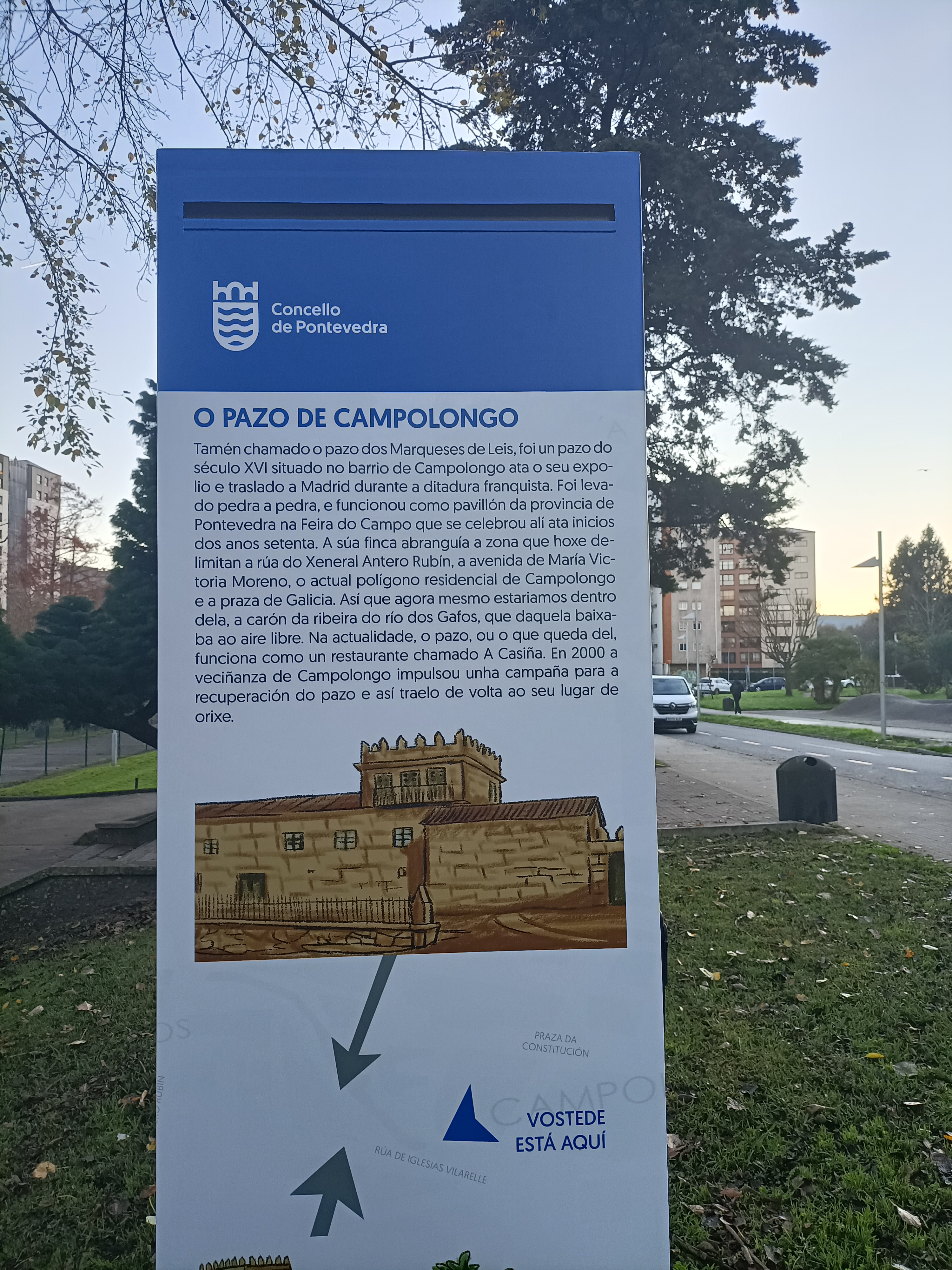
Antiguo Pazo de Campolongo, Pazo de los Marqueses de Leis.

A finales de los años 1940 una parte de la extensa finca del Pazo de los Marqueses de Leis que rodeaba su pazo fue acondicionada con modernas instalaciones y pistas deportivas, atrayendo a jóvenes atletas de toda Galicia. Hasta los años 1950, este Pazo de Campolongo, que había pertenecido desde el siglo XVI a varias familias nobles de la ciudad y situado entre las calles Iglesias Vilarelle (denominada así el 29 de marzo de 1979), María Victoria Moreno y General Antero Rubín estaba rodeado de grandes campos, lo que dio nombre al barrio (Campo Longo = Campo Largo). Posteriormente, en los años 60, Francisco Franco ordenó trasladarlo piedra a piedra a la Casa de Campo (Madrid).
En agosto de 1947 los arquitectos Juan Gordillo Nieto y Miguel Niubó Munté proyectaron el primer conjunto de viviendas del ministerio de Defensa en el barrio, dos bloques en peine separados por un patio interior próximos al antiguo cuartel de Campolongo en una zona de expansión de la ciudad apenas construida en ese momento. Fueron ocupados por sus primeros inquilinos en 1950.
En los años 1950, la zona albergaba la antigua estación de ferrocarril de la ciudad, donde hoy se encuentra la Plaza de Galicia, y las vías del tren ocupaban lo que hoy es la Avenida de Augusto García Sánchez. La antigua estación estuvo en uso hasta el 3 de julio de 1966. A finales de los años 1960, esta estación fue desmantelada y trasladada al barrio de Gorgullón. En esta zona se proyectaron y construyeron entre 1966 y 1969 los nuevos edificios de defensa de Pontevedra, proyectados en 1965 por el arquitecto Xosé Bar Boo.
En agosto de 1960, la Dirección General de Urbanismo del Ministerio de la Vivienda en Madrid decidió encargar un estudio para la fase preliminar del entonces llamado Polígono de Campolongo a los arquitectos Julio Cano Lasso, Fernando Moreno Barberá y Juan Gómez González. Campolongo, con 132.000 metros cuadrados junto al centro urbano, era el espacio idóneo para la expansión de la ciudad. El anuncio oficial de la aprobación del Polígono de Campolongo tuvo lugar el 22 de diciembre de 1961.
En octubre de 1968, el plan se puso a disposición del público durante un mes en la Oficina Provincial de la Vivienda y en los meses siguientes se empezó a desarrollar el proyecto de urbanización de los terrenos gracias al Plan Nacional de la Vivienda. El 25 de junio de 1970 se hizo pública la adjudicación definitiva de las obras de urbanización (explanación y pavimentación, saneamiento y distribución de agua) del polígono de Campolongo.
En 1970 se canalizó el río Gafos, se creó un gran paseo de 535 metros lineales sobre el mismo en diciembre de 1970 y se amplió el puente sobre el río Gafos en la avenida General Antero Rubín, lo que permitió hacer una calle más ancha. En 1971 el director general de la Vivienda, Martín Eyries Valmaseda, acompañado de las primeras autoridades provinciales, visitó el barrio de Campolongo, junto con el alcalde Augusto García Sánchez.
En 1972 se construyó la Escuela Primaria de Campolongo, que contaba con una de las metodologías educativas más innovadoras de Galicia. En 1975, el Ayuntamiento de Pontevedra recibió oficialmente de manos del director general del Instituto Nacional de la Vivienda, Ramón Andrada Pfeiffer, la finalización de la urbanización del barrio. En los años 1976, 1977 y siguientes se construyeron gran parte de los edificios de la Avenida de Augusto García Sánchez, (denominada en 1962 Avenida de Portugal, en 1966 Avenida de la Provincia y finalmente en 1978 Avenida de Augusto García Sánchez) se acondicionó un parque central y el 19 de marzo de 1979 se inició la construcción de la Iglesia de San José, que se inauguró el 23 de octubre de 1983.
El 6 de diciembre de 1988 el ayuntamiento de Pontevedra instaló en la plaza de la Constitución sobre una base de piedra escalonada con el escudo de Pontevedra el Monumento a la Constitución compuesto por un monolito en granito sobre el que se muestra adosado el libro de la Constitución española de 1978 en bronce abierto en la página del preámbulo. En 1996, el ayuntamiento taló los eucaliptos que había en Campolongo, cerca de la actual avenida María Victoria Moreno, y creó un nuevo parque en los terrenos donde se encontraban, conocido como parque de la Seta por el quiosco en forma de seta que se construyó en su lado noroeste.

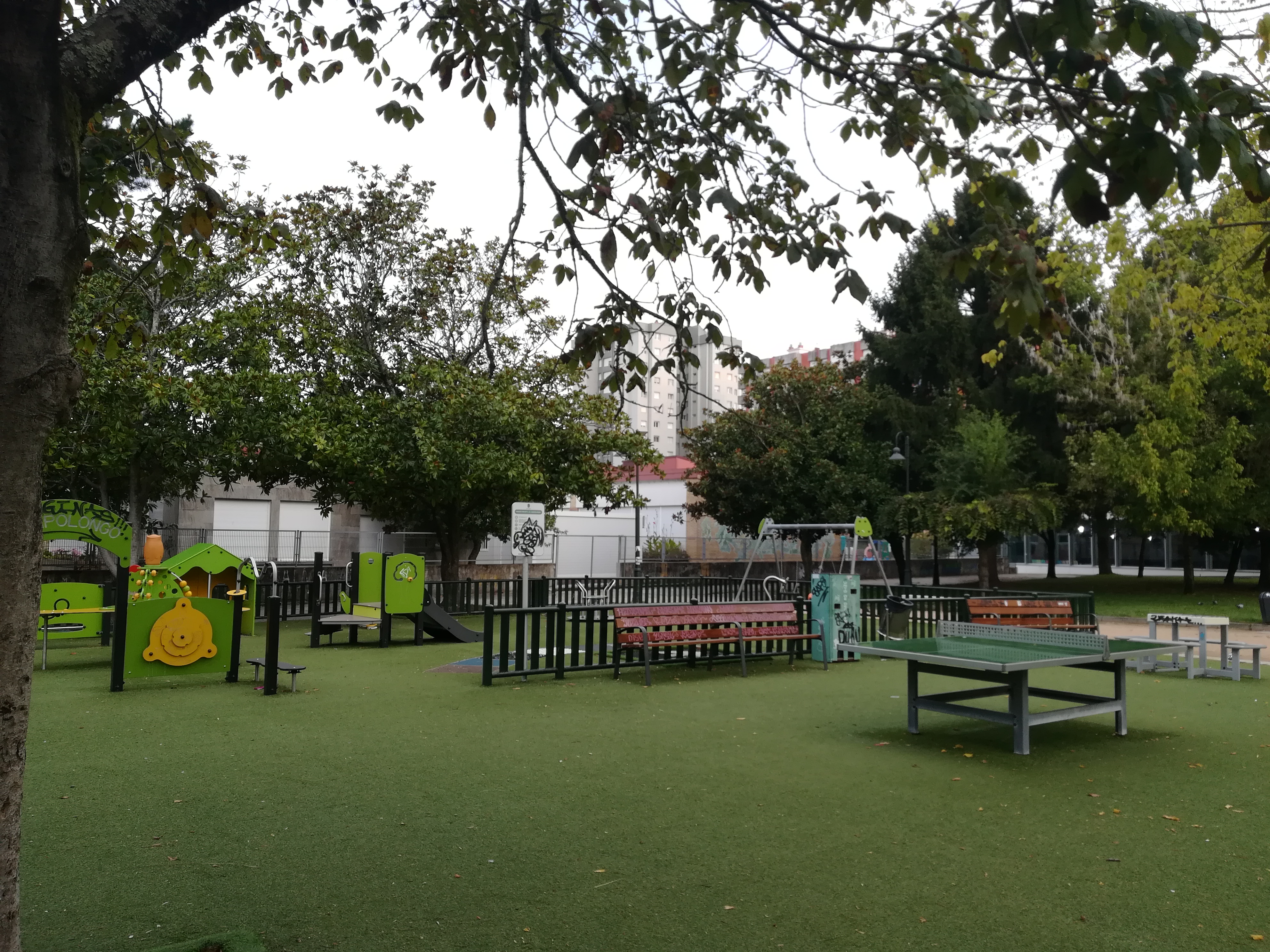
Parque infantil.

El antiguo cuartel de artillería del barrio fue demolido en 2005 (los terrenos para construirlo habían sido expropiados en 1924 para este fin), y en su lugar se construyó la Ciudad Administrativa de Pontevedra, inaugurada en 2008, que alberga las delegaciones provinciales de la Junta de Galicia y del Ministerio de Hacienda y varios edificios de viviendas, además del nuevo polideportivo militar y una oficina de Correos.
En la década de 2010 se instaló en el barrio una moderna estación meteorológica. En 2019 se inauguró un nuevo parque infantil. El polideportivo de Campolongo, el más grande de la ciudad, también fue completamente remodelado por la cadena BeOne Sport and Fitness e inaugurado en 2020.
En marzo de 2025 se presentó el proyecto de destape del río Gafos a su paso por el barrio de Campolongo, en el tramo comprendido entre la calle Alcalde Hevia y la avenida General Antero Rubín. Esta iniciativa transforma todo este espacio en un parque fluvial, eliminando los 535 metros de hormigón que encajonaban el cauce del río y renaturalizando sus alrededores. El proyecto contempla la instalación de tres pasarelas peatonales de hormigón con acabado en granito y barandillas de acero inoxidable. La más grande, ubicada cerca del CEP Campolongo, tiene 12 metros de ancho y funciona como una plaza con mobiliario urbano. Las otras dos están situadas en las inmediaciones del parque infantil y cruzando la calle Iglesias Vilarelle. Para integrar el río en su entorno, se incorporan barandillas, vegetación y terrazas y escolleras de granito, además de una pradera silvestre y zonas inundables para mitigar los efectos del cambio climático. Esta actuación incluye una balconada en la avenida General Antero Rubín, que sirve como mirador, y la conservación de árboles de gran porte para mantener áreas de sombra. Asimismo, se habilitan una pequeña playa fluvial, un área de picnic, hamacas infantiles, mesas de juego y fuentes potables accesibles. La zona verde, que ya cuenta con 90 árboles de gran porte, se amplia con la plantación de 98 nuevos grandes ejemplares de hoja caduca, 290 sauces y diversas especies arbustivas. El nuevo parque al paso del río por Campolongo se estructura en cuatro áreas diferenciadas: el lecho fluvial, con zonas inundables en algunos tramos; la zona de ribera, más próxima al cauce con terrazas y laderas de acceso al río; el paseo, donde están los caminos; y el propio parque fluvial, situado en las inmediaciones de la iglesia de San José.

## Urbanismo

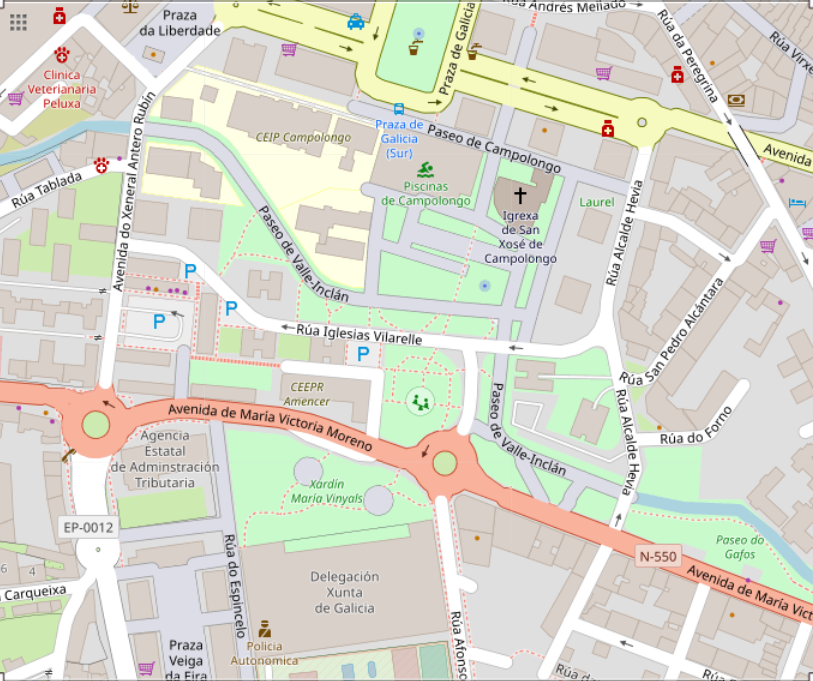
Plano de Campolongo

Campolongo es una zona céntrica de Pontevedra que se organiza en torno a tres plazas: la Plaza de Galicia (con una fuente en el centro y una gran marquesina de autobuses en el lado sur), la Plaza de la Libertad, detrás del Palacio de Justicia (donde se encuentra la Estatua de la Libertad) y la Plaza de la Constitución, frente a la Iglesia de San José, donde se encuentra el monumento a la Constitución Española de 1978. Campolongo también está dotado del Parque de Campolongo de 15.000 m², donde hay un gran parque infantil con tirolina y columpios y toboganes, así como una fuente y un hórreo gallego, el parque de la seta, y el Parque de María Vinyals de 9.125 m², frente a la Ciudad Administrativa Provincial de Pontevedra.
El barrio también está organizado por dos ejes paralelos que discurren de este a oeste: las avenidas Augusto García Sánchez y María Victoria Moreno, y dos ejes paralelos de norte a sur: la avenida General Antero Rubín y la calle Alcalde Hevia.
Actualmente, la parte sur del barrio está ocupada por urbanizaciones y casas unifamiliares. En la zona residencial de San Blas, al sur de Campolongo, hay una capilla dedicada a este santo, construida en los siglos XVIII y XIX. En la década de 1990, San Blas cambió de aspecto, gracias a la construcción de viviendas en su parte baja y de un hipermercado Carrefour Planet inaugurado en mayo de 1998 en su parte alta.

## Servicios

### Centros e instituciones educativas
Campolongo cuenta con un importante patrimonio educativo, ya que alberga varios centros educativos de la ciudad:
- El Centro de Recursos Educativos de la ONCE, en el sur del barrio, uno de los cinco centros educativos de la ONCE en España (el del noroeste del país). El Centro de Recursos Educativos de la ONCE se instaló en la ciudad en 1941, en el antiguo colegio, instituto e internado de los Maristas, rodeado por la finca La Florida.[9] El colegio comenzó a funcionar como tal en 1943.[10]
- La Escuela Primaria de Campolongo (CEP) fue construida en 1972 e inició sus actividades en 1973. En aquella época era uno de los colegios más innovadores de Galicia para niños de 6 a 14 años.[43]
- La Escuela Infantil de Campolongo se inauguró en 1981 y fue rebautizada por la Junta de Galicia como Escuela Concepción Crespo Rivas en 1997.[44]

### Delegaciones gubernamentales y organismos públicos
La mayor parte de las delegaciones y organismos gubernamentales de la ciudad se encuentran en la zona:
- La Ciudad Administrativa de las Delegaciones Provinciales de la Junta de Galicia, en un gran edificio de 10 plantas con torres gemelas diseñado por el arquitecto Manuel Gallego Jorreto, inaugurado en 2008 en la Avenida María Victoria Moreno frente al Parque de María Vinyals.
- La Delegación Provincial de Hacienda en un nuevo edificio inaugurado en 2010 y diseñado por el arquitecto Rafael Caballero Sánchez-Izquierdo.
- La Delegación Provincial del Instituto Nacional de Estadística en la calle Iglesias Vilarelle.
- La Delegación Provincial de la Consellería de Política Territorial, Obras Públicas y Transportes de la Junta de Galicia, en la calle Alcalde Hevia, 7.
- La nueva sede de la Jefatura Provincial de Tráfico, inaugurada el 25 de octubre de 2021 en la plaza Veiga da Eira, 8.[45]
- Una oficina de Correos en la calle Espincelo.
- Un centro deportivo y sociocultural del Ministerio de Defensa en la calle Espincelo con 3 pistas de pádel cubiertas, 1 pista de tenis cubierta, 3 piscinas, una pista polideportiva, un pabellón polideportivo y un merendero con 4 barbacoas y 13 mesas.[46]

### Deportes y ocio
El barrio dispone de los siguientes centros deportivos y socioculturales:
- El centro deportivo de Campolongo, el mayor de la ciudad, completamente renovado por la cadena BeOne Sport and Fitness.
- El centro deportivo y sociocultural  de Campolongo del ministerio de Defensa.[47]

### Otros equipamientos
El barrio cuenta también con dos aparcamientos subterráneos, el Parking Central, de 415 plazas, inaugurado en 1998 y el Parking Campolongo, de 716 plazas, inaugurado en 2009.

## Fiestas y manifestaciones culturales
El barrio celebra las fiestas de su patrón San José durante varios días en torno al 19 de marzo de cada año.

## Galería de imágenes

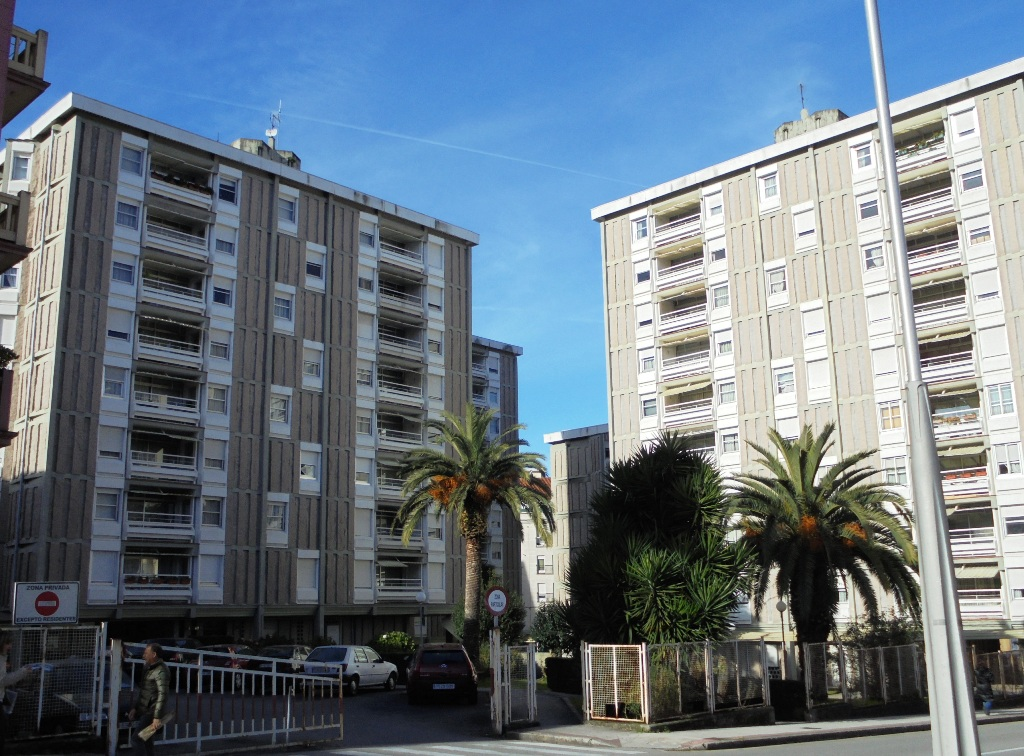
Edificios racionalistas del arquitecto Xosé Bar Boo
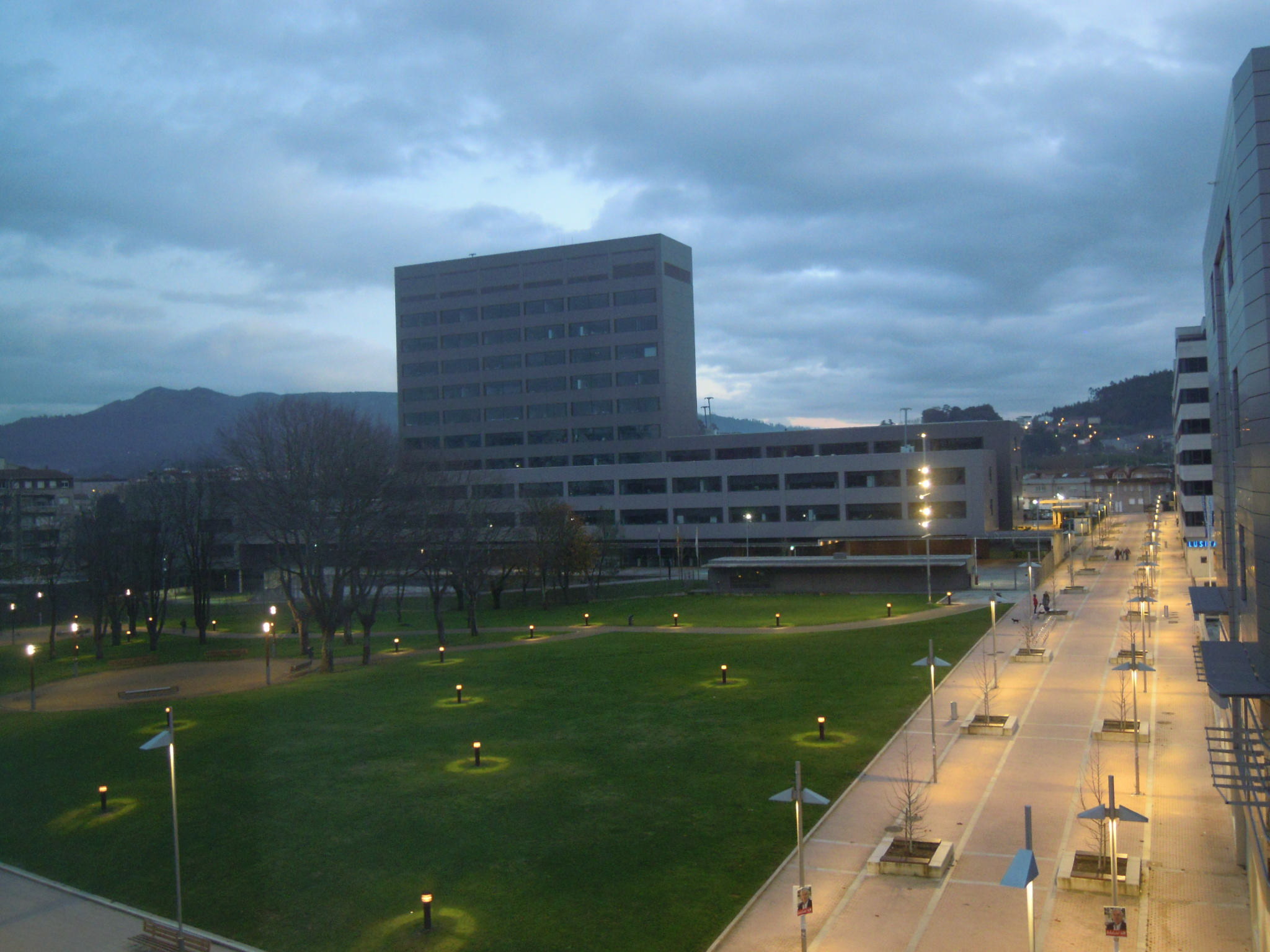
Ciudad Administrativa de Pontevedra
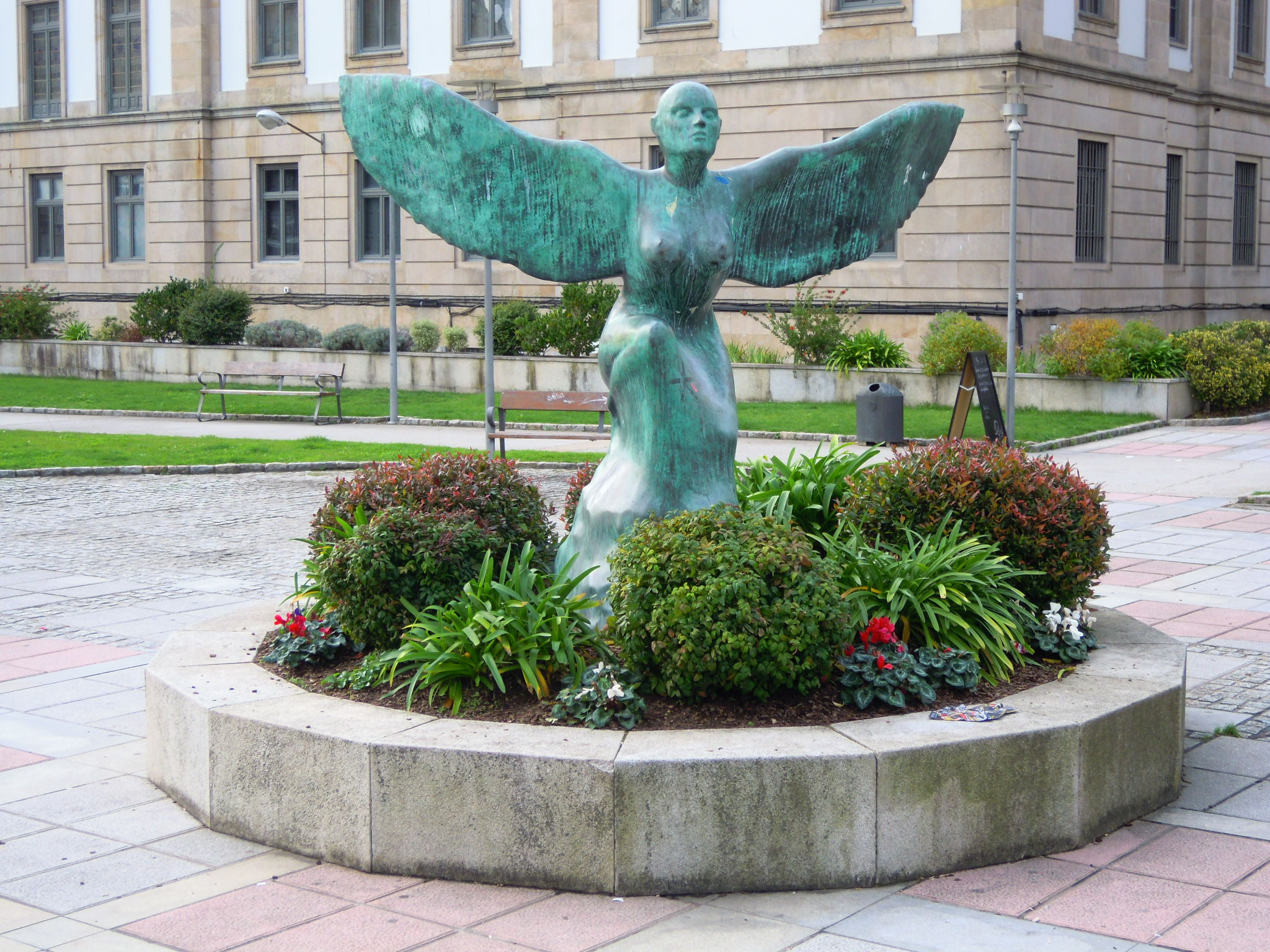
Escultura a la Libertad en la plaza de la Libertad
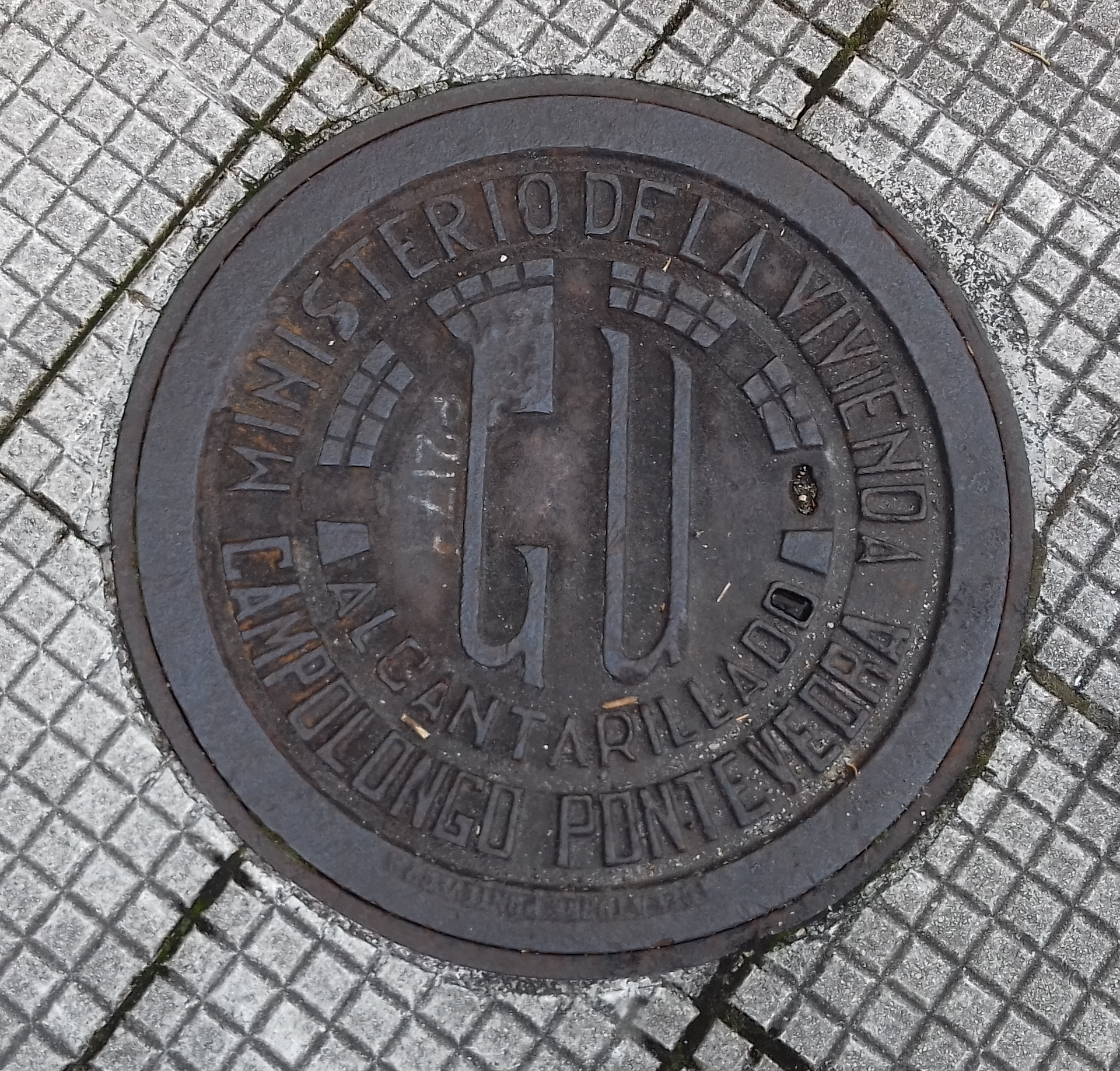
Tapa de alcantarilla de Campolongo
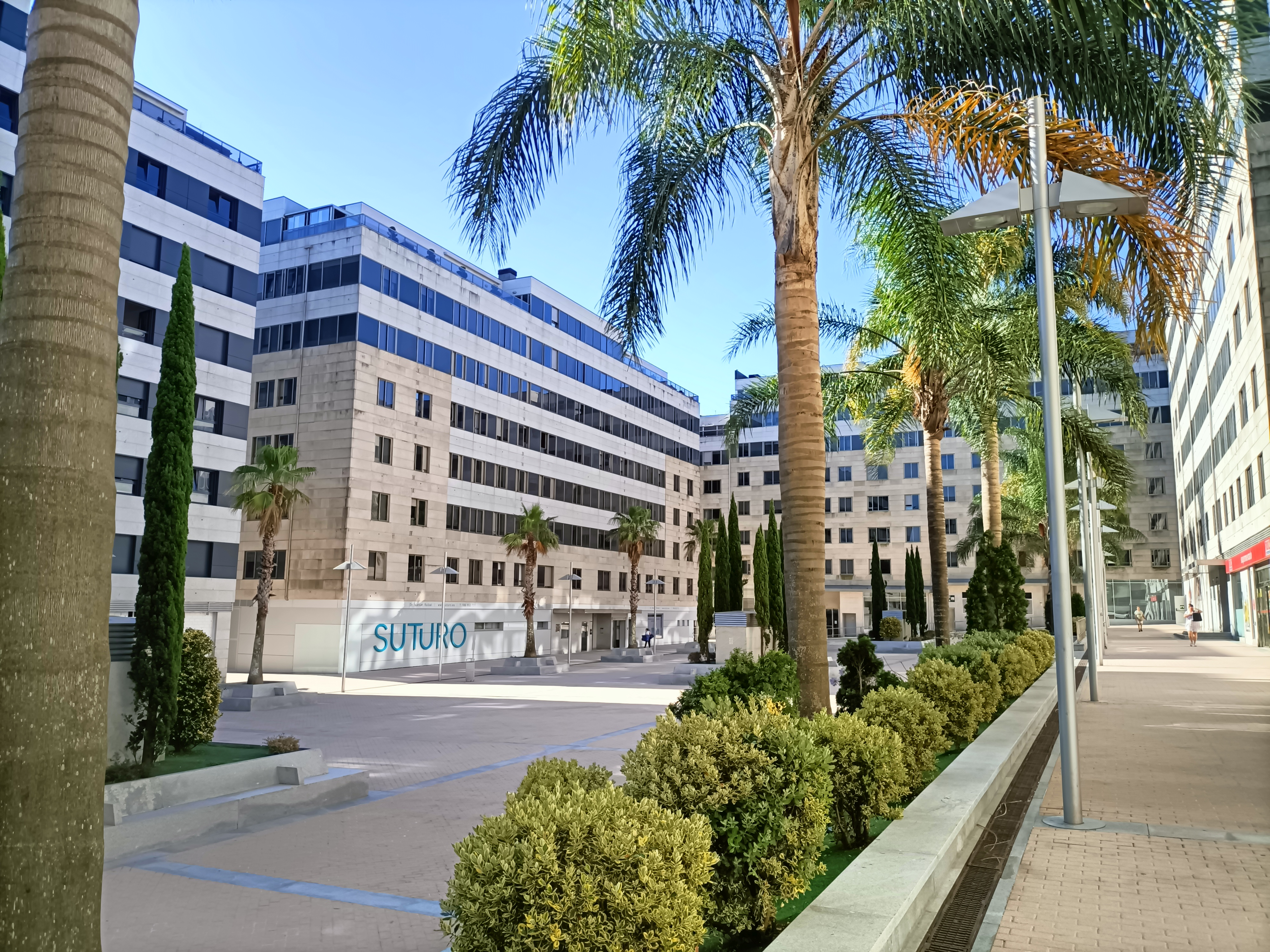
Plaza de la Veiga da Eira en 2025
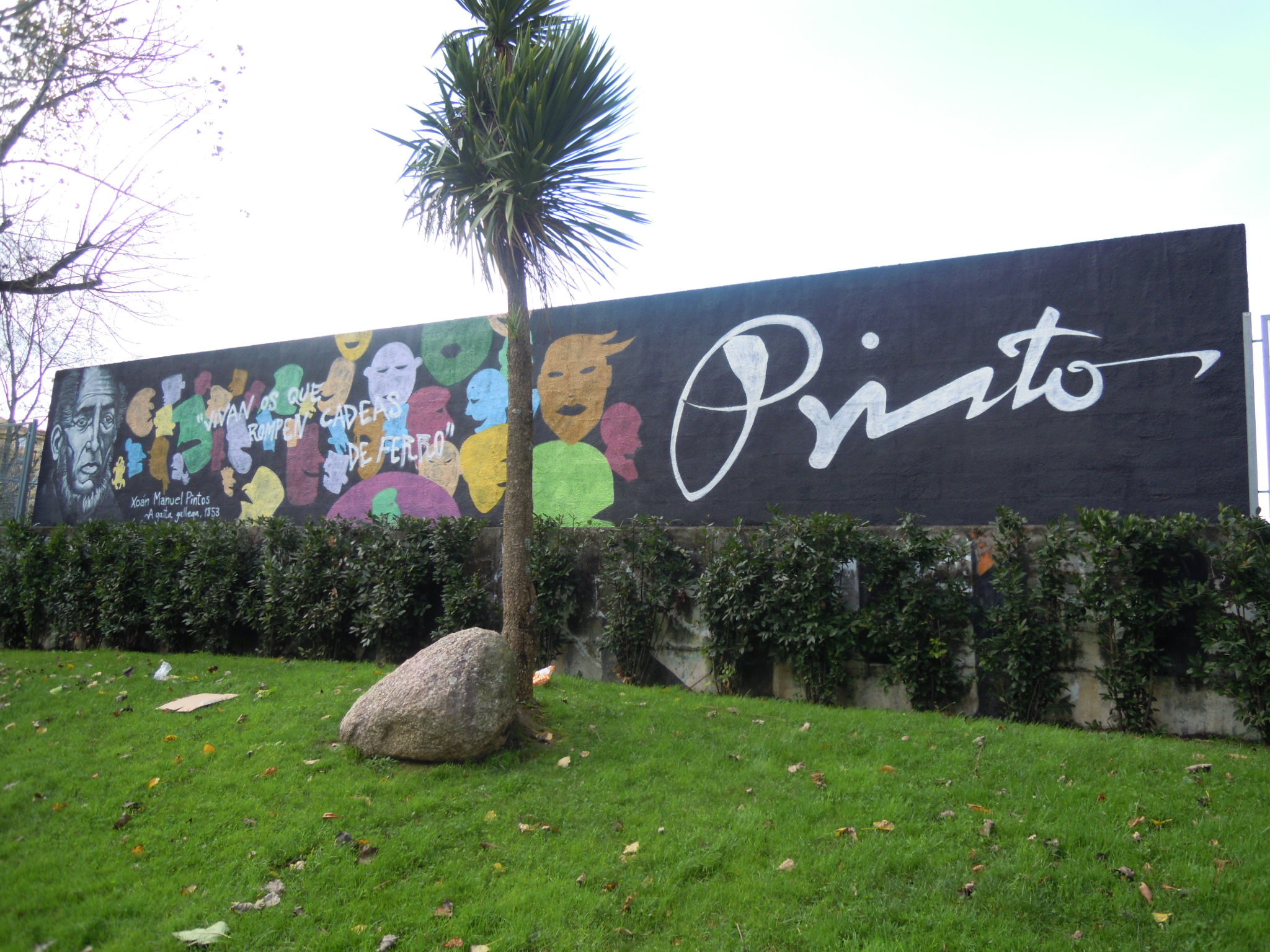
Grafiti dedicado a Juan Manuel Pintos.
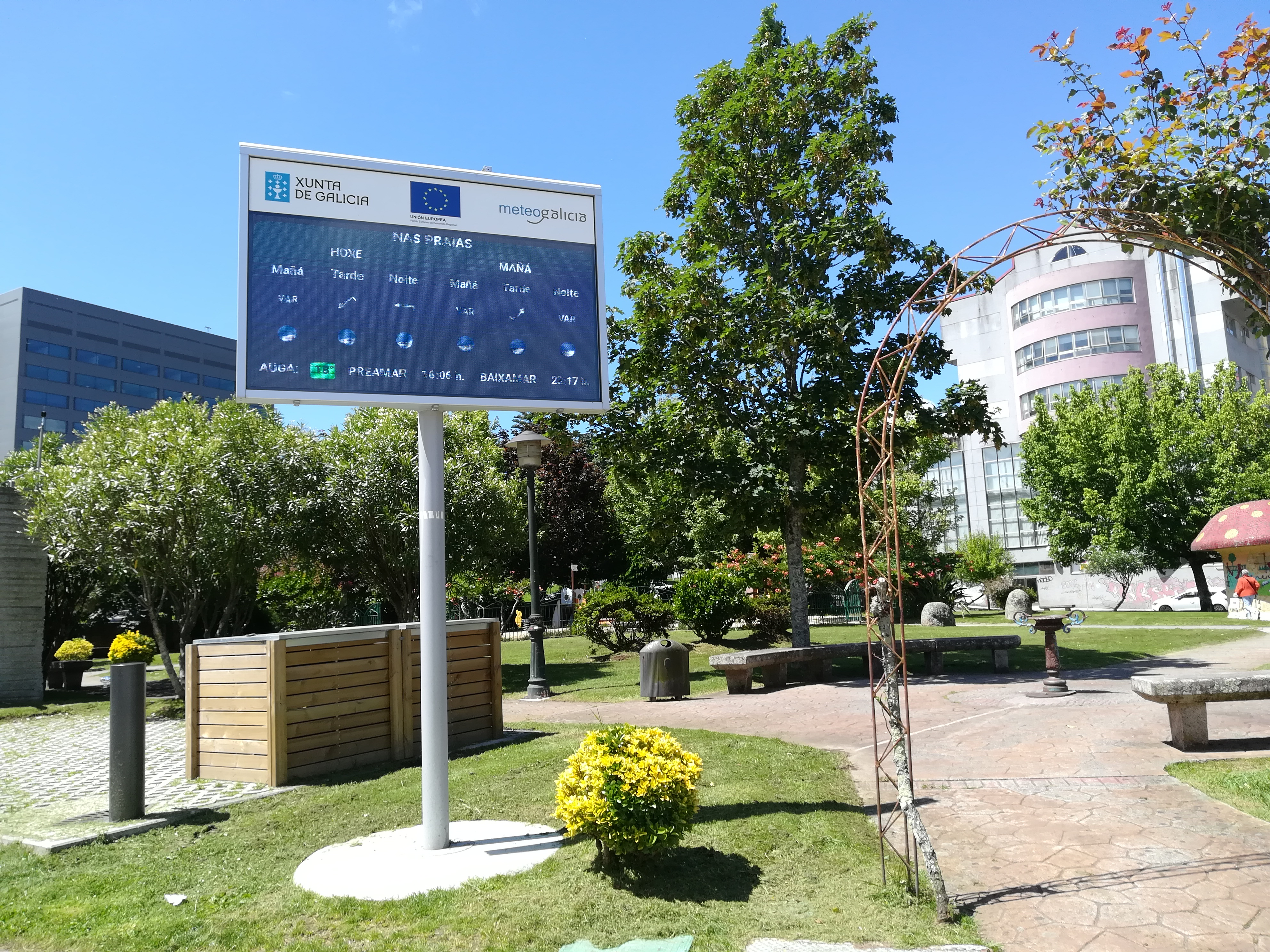
Pantalla de la Estación Meteorológica
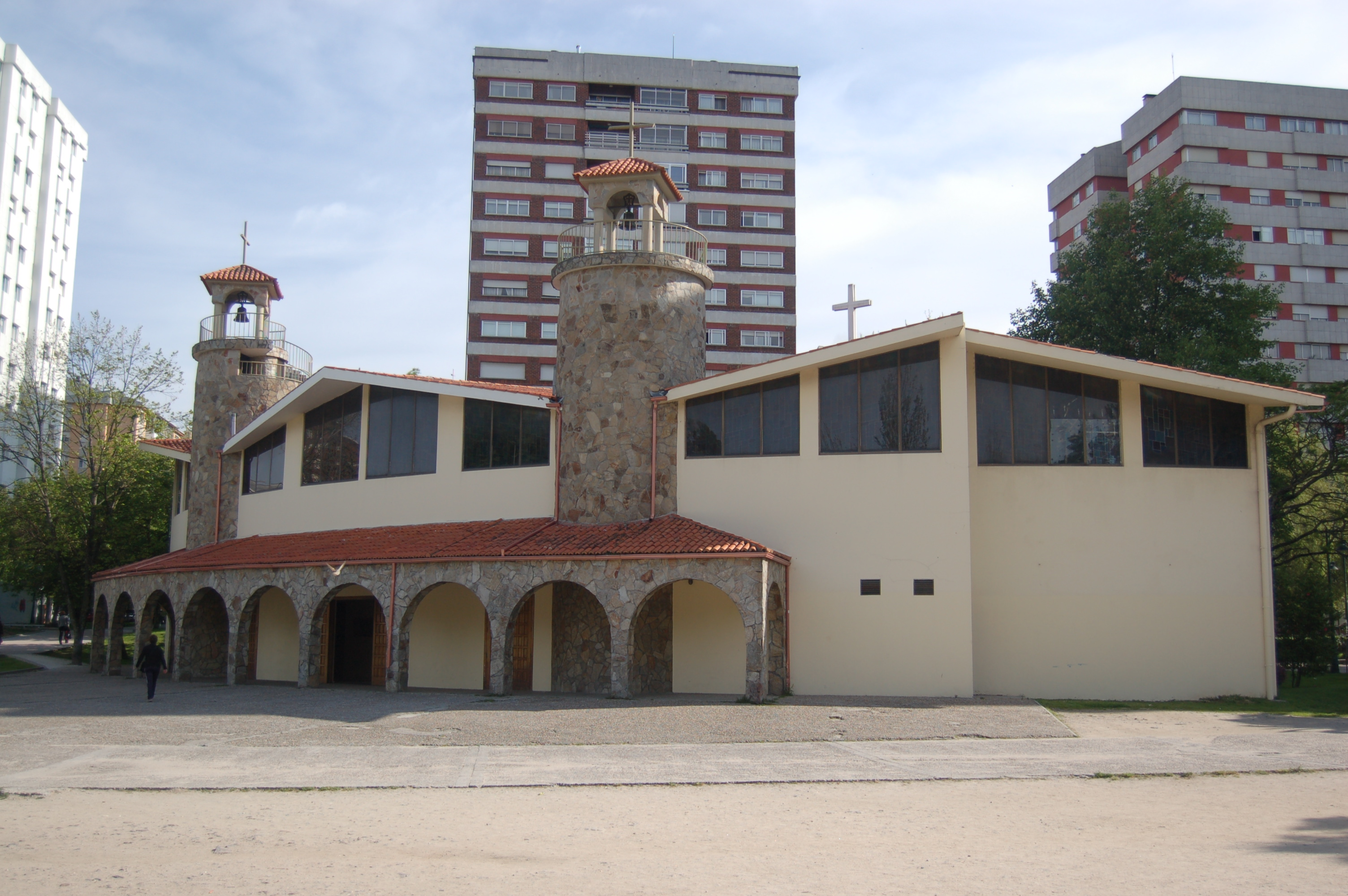
Iglesia de San José
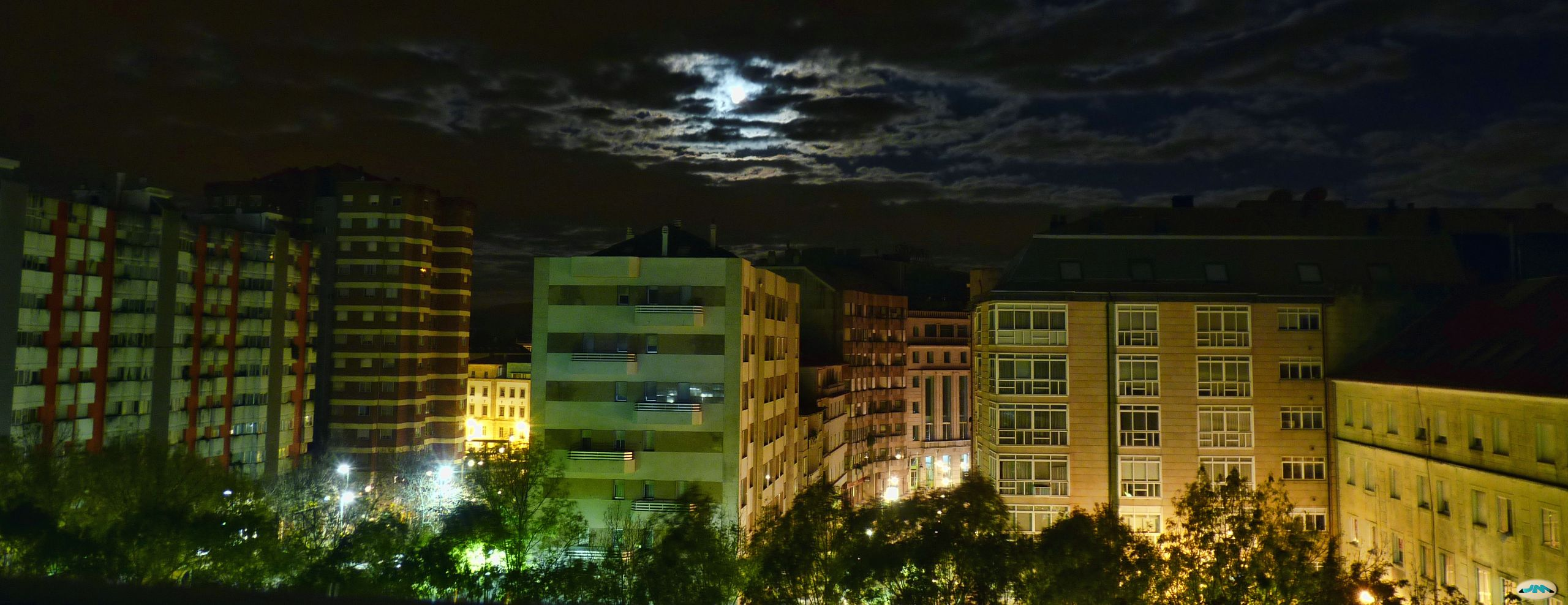
Plaza de Galicia
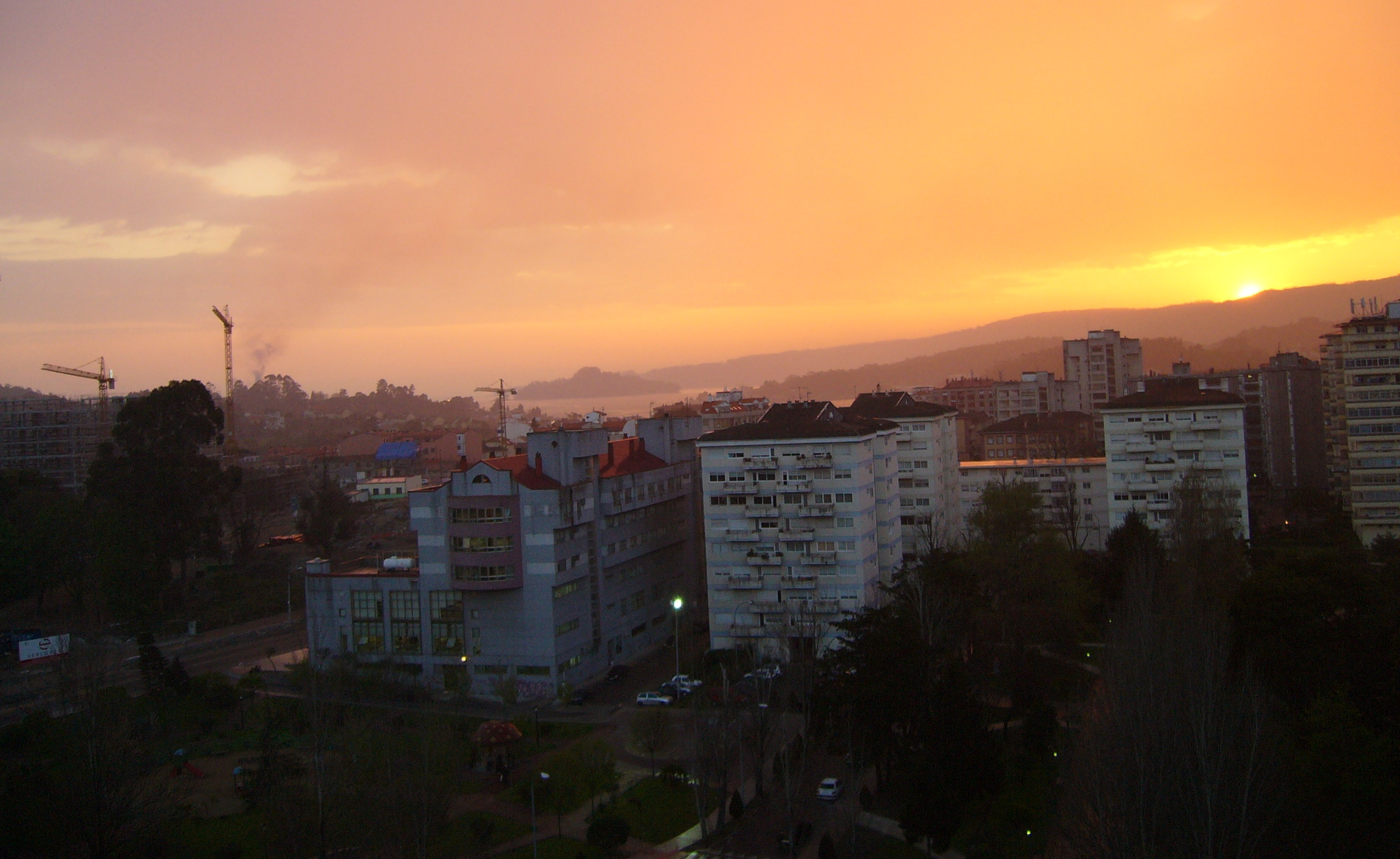
Parque de Campolongo, ría de Pontevedra e isla de Tambo de fondo
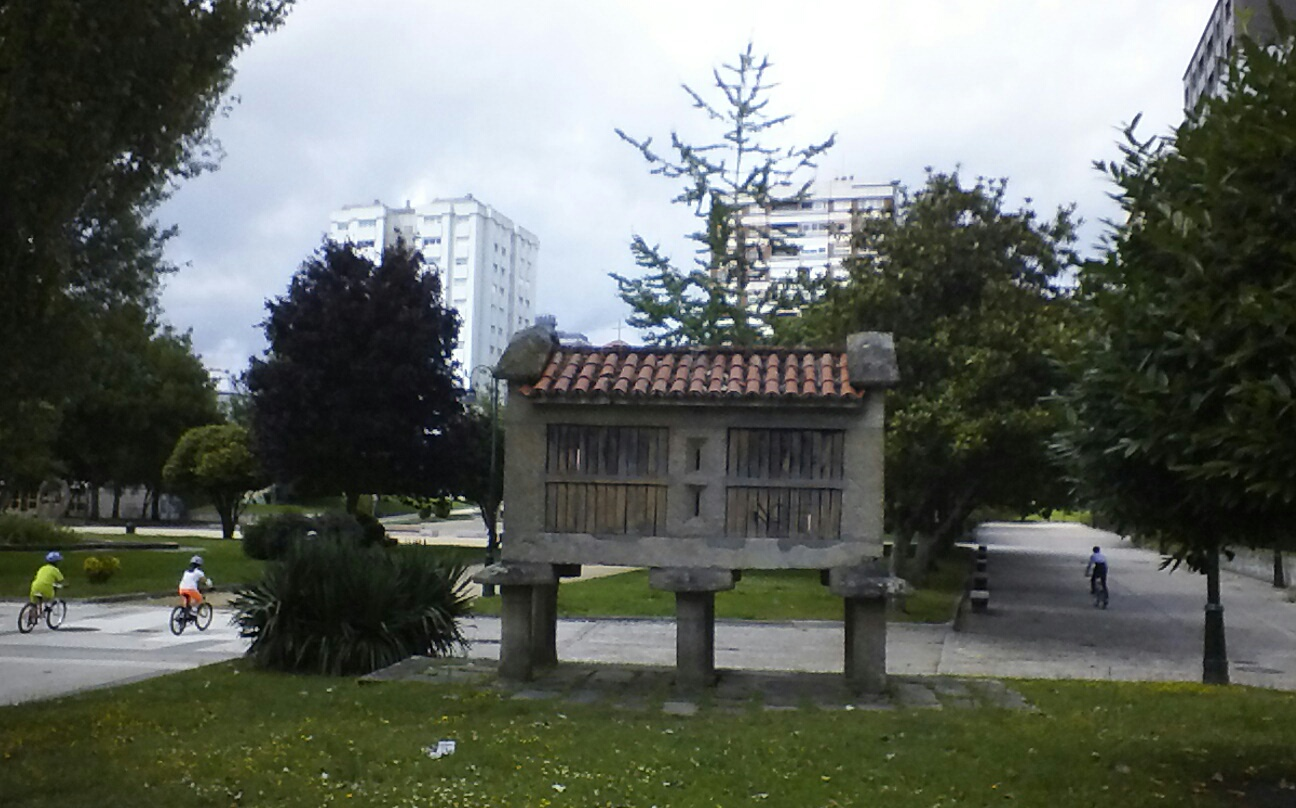
Hórreo gallego ornamental
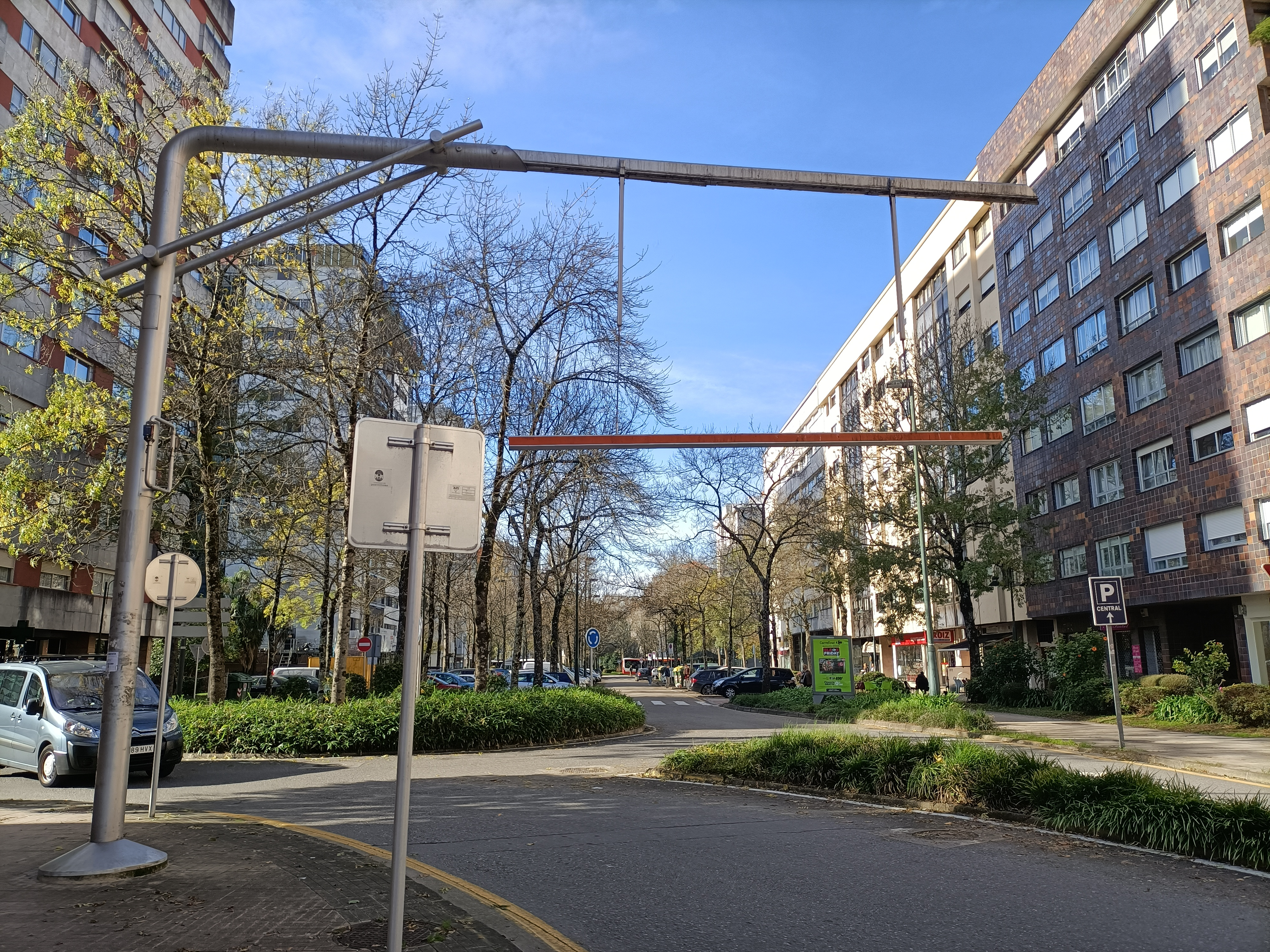
Avenida de Augusto García Sánchez
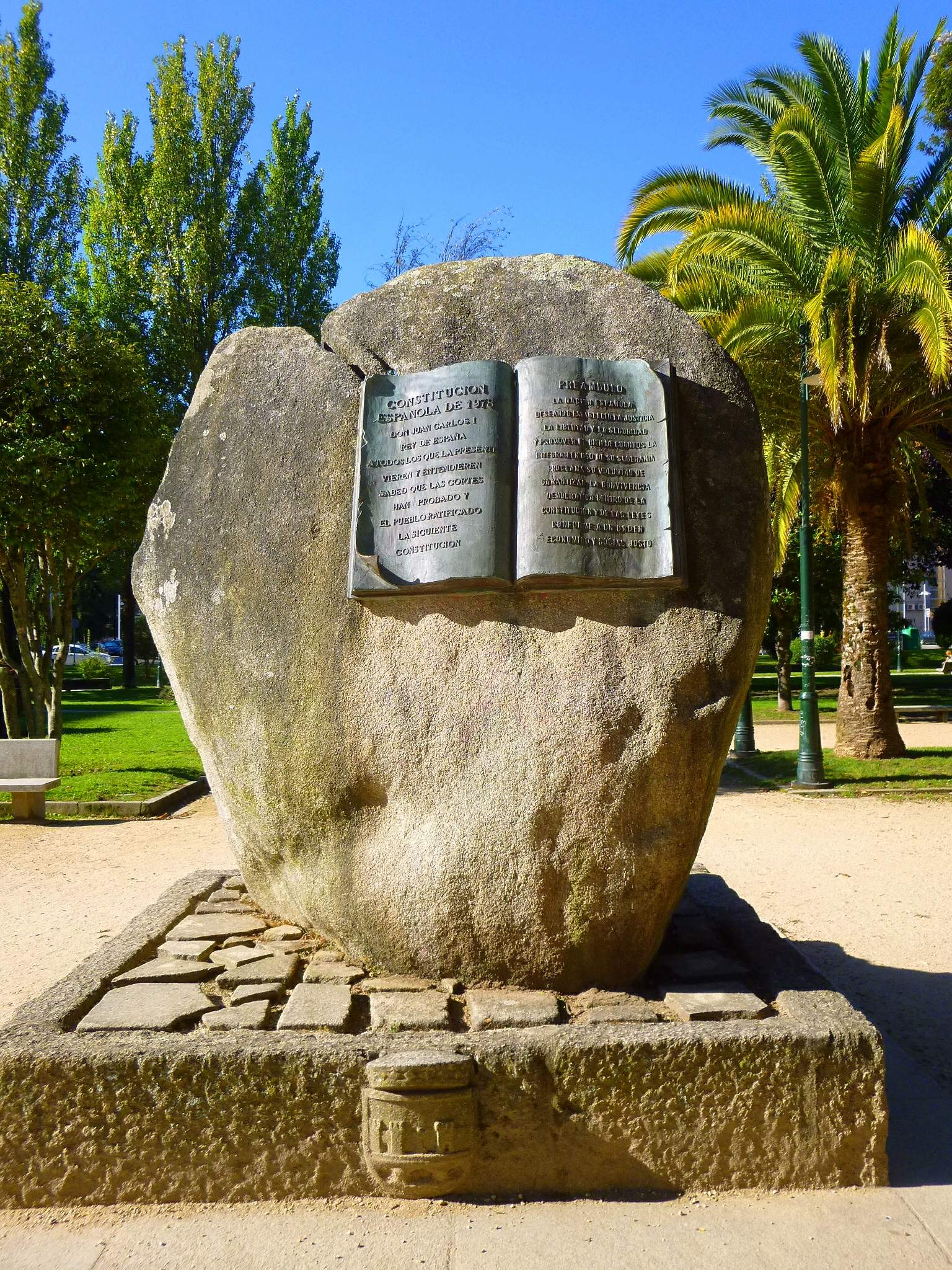
Monumento a la Constitución
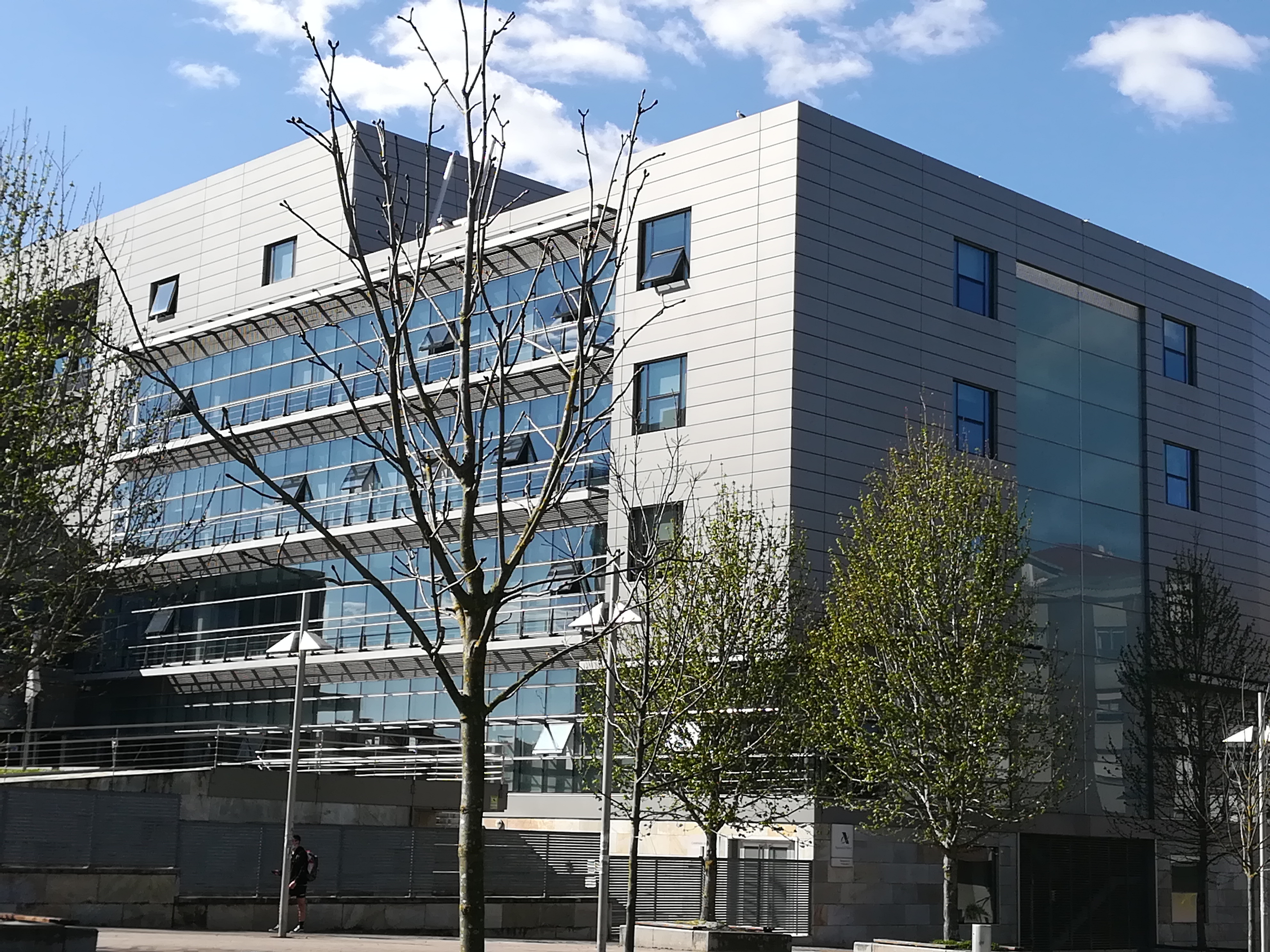
Delegación Provincial de Hacienda
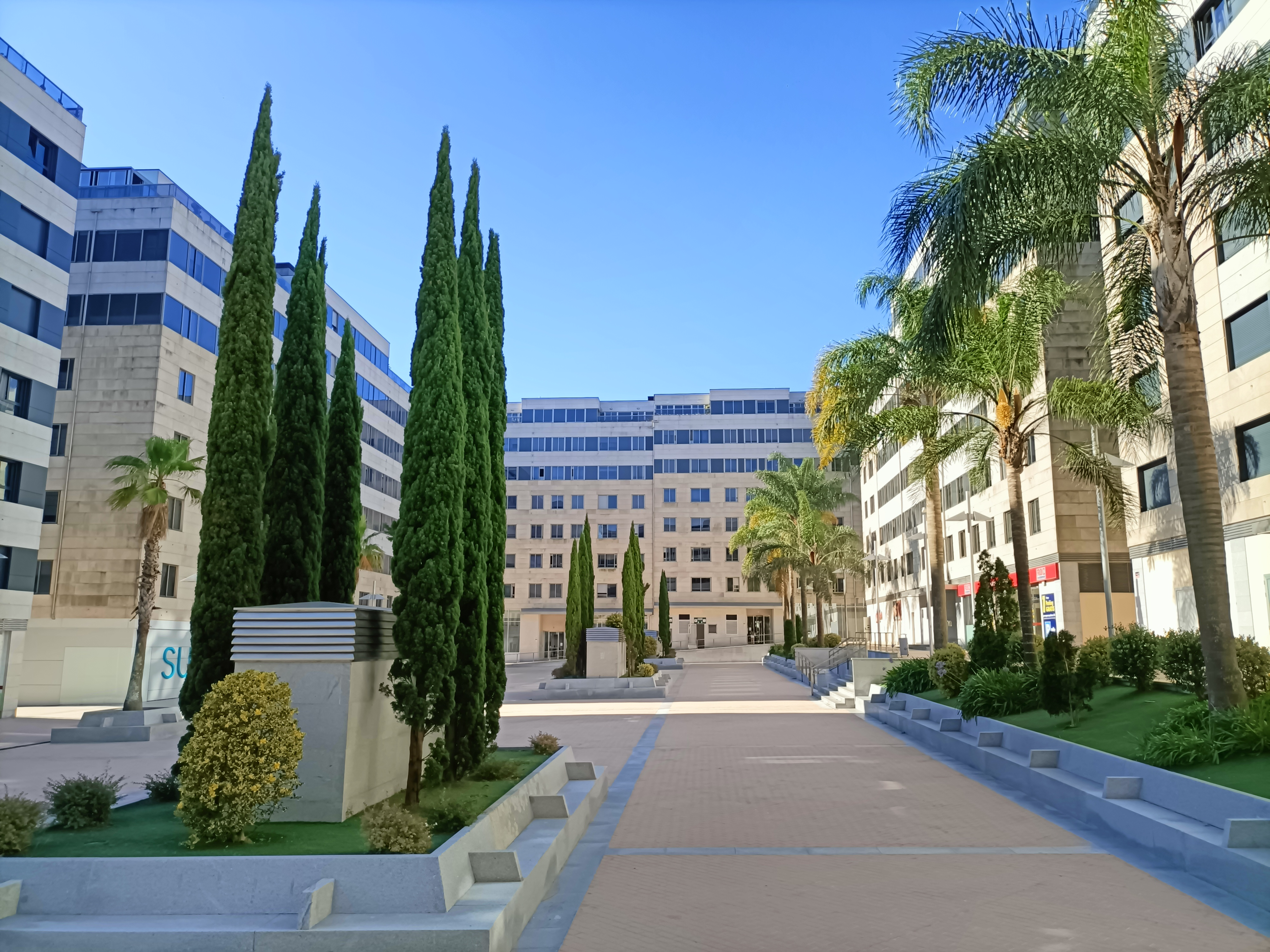
Plaza de la Veiga da Eira
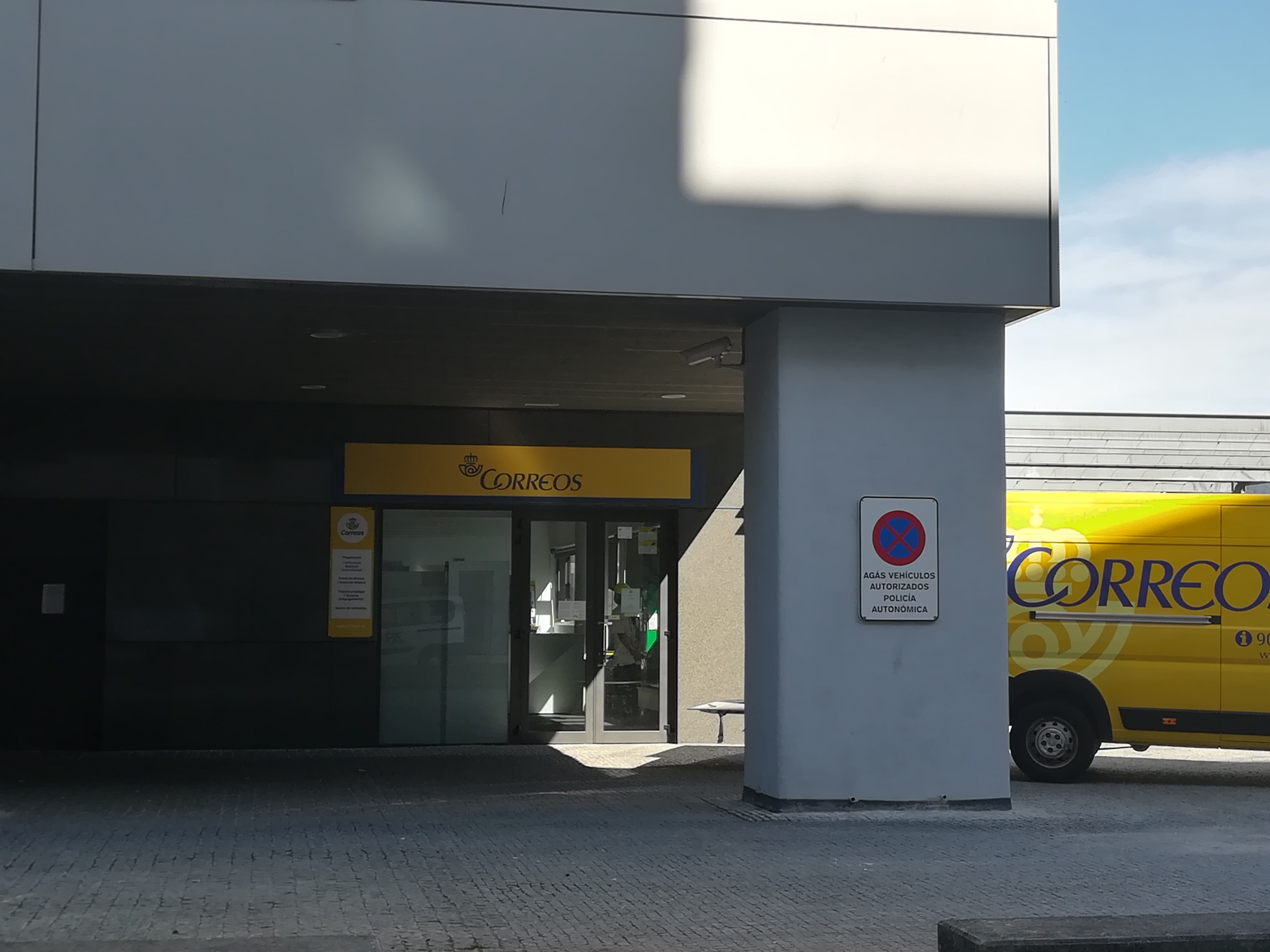
Oficina de Correos en la calle Espincelo
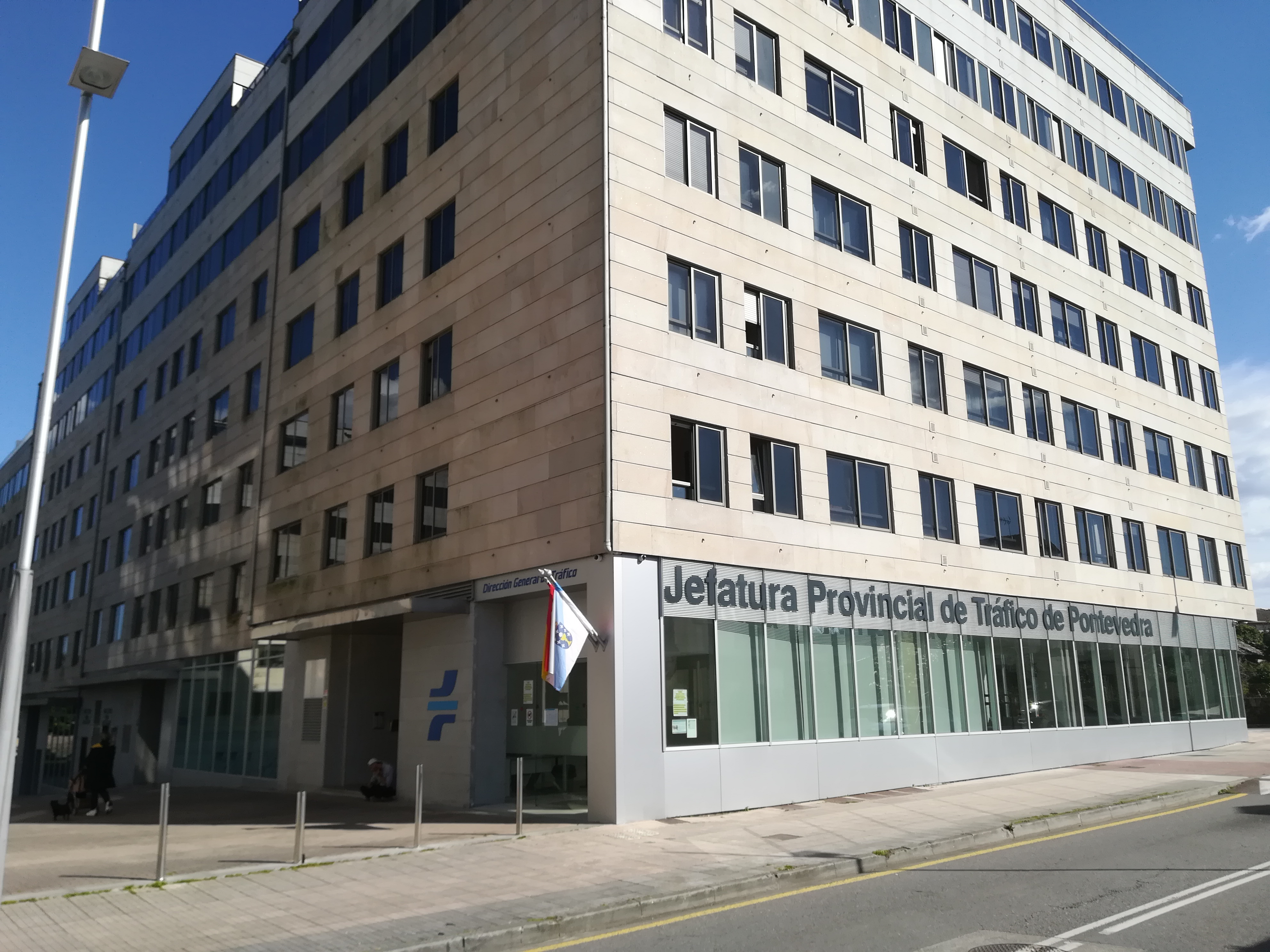
Jefatura Provincial de Tráfico de Pontevedra